# رشید ادریس
رشید ادریس (عربی: الرشيد إدريس؛ ۲۷ ژانویهٔ ۱۹۱۷ – ۵ سپتامبر ۲۰۰۹) دیپلمات و مبارز وطن‌پرست تونسی در ۲۷ ژانویه ۱۹۱۷ در منطقه باب سویقه تونس به دنیا آمد و تحصیلاتش را در مدرسه الصادقیه گذراند و موفق به اخذ دیپلم از همین مدرسه گردید.

## فعالیت‌های مبارزاتی
رشید ادریس در سال ۱۹۳۶ در جریان تظاهراتی که علیه استعمار فرانسه ترتیب داده شده بود دستگیر گردید. او در سال بعد به حزب آزاد قانون اساسی جدید پیوست و به‌طور خاص به کار مطبوعاتی پرداخت و از جمله در روزنامه‌های «جوانان تونس»، «جوانان آفریقا» و «جوانان» نویسندگی کرد. او همچنین در جمعیت‌های «جوانان مدارس» و «جوانان مسلمان» فعالیت داشت و مدتی نیز ریاست این جمعیت‌ها را عهده‌دار بود. او مدتی نیز به دیوان سیاسی به‌ریاست حبیب ثامر پیوست و در سال ۱۹۴۲ دستگیر شد ولی در ابتدای دسامبر همان سال در جریان اشغال تونس توسط آلمان آزاد گردید. او کمی قبل از بازگشت به فرانسه در سال ۱۹۴۳ تونس را به‌سمت ایتالیا ترک کرد. رشید در سال ۱۹۴۶ در جریان یک محاکمه غیابی به اعدام محکوم گردید. او در همین سال به مصر رفت و در فاصله سال‌های ۱۹۵۲ تا ۱۹۵۴ نماینده حزب آزاد قانون اساسی جدید در قاهره و اندونزی و پاکستان شد و سرانجام در سال ۱۹۵۵ بعد از اعلام استقلال تونس به کشورش برگشت و مسئولیت اداره روزنامه «اقدام»، زبان رسمی حزب آزاد قانون اساسی جدید را بعهده گرفت.

## بعد از استقلال
رشید ادریس در مارس ۱۹۵۶ به عنوان عضو شورای مؤسس انتخاب شد و سپس در آوریل ۱۹۵۶ عضو دیوان وزیر اول حبیب بورقیبه گردید. در سال ۱۹۵۷ وزیر پست و برق و تلفن و سرانجام در سال ۱۹۶۴ به عنوان سفیر تونس در واشینگتن منصوب گردید. رشید ادریس در سال ۱۹۵۷ نماینده تونس در سازمان ملل شد و در سال ۱۹۷۱ به ریاست شورای اقتصادی-اجتماعی ملل متحد انتخاب گردید.

## درگذشت
رشید ادریس سرانجام در ۵ سپتامبر ۲۰۰۹ در حومه قرطاج تونس وفات یافت.